# پیپرکاتس (کلکسیون تک‌آهنگ‌های ۲۰۰۰–۲۰۲۳)
| بررسی انتقادی | بررسی انتقادی |
| منبع          | رتبه‌بندی      |
| ------------- | ------------- |
| آل‌میوزیک      | [ ۱ ]         |
| بلبرموث       | 10/10         |
| متال همر      | [ ۳ ]         |

پیپرکاتس (کلکسیون تک‌آهنگ‌های ۲۰۰۰–۲۰۲۳) (انگلیسی: Papercuts (Singles Collection 2000–2023)) یا به سادگی پیپرکاتس آلبومی از گروه راک آمریکایی لینکین پارک است. این آلبوم در ۱۲ آوریل ۲۰۲۴ توسط وارنر رکوردز منتشر شد. در ۲۸ ژوئن ۲۰۲۴، نسخه بی‌کلام این آلبوم منتشر شد.

## فهرست قطعات
همهٔ ترانه‌ها توسط لینکین پارک سروده شده است، مگر در مواردی که خلاف آن نوشته شده‌است.
| فهرست قطعات پیپرکاتس (کلکسیون تک‌آهنگ‌های ۲۰۰۰–۲۰۲۳) | فهرست قطعات پیپرکاتس (کلکسیون تک‌آهنگ‌های ۲۰۰۰–۲۰۲۳) | فهرست قطعات پیپرکاتس (کلکسیون تک‌آهنگ‌های ۲۰۰۰–۲۰۲۳)                             | فهرست قطعات پیپرکاتس (کلکسیون تک‌آهنگ‌های ۲۰۰۰–۲۰۲۳) | فهرست قطعات پیپرکاتس (کلکسیون تک‌آهنگ‌های ۲۰۰۰–۲۰۲۳) |
| شماره                                              | نام                                                | نویسنده(ها)                                                                    | آلبوم اصلی                                         | مدت                                                |
| -------------------------------------------------- | -------------------------------------------------- | ------------------------------------------------------------------------------ | -------------------------------------------------- | -------------------------------------------------- |
| ۱.                                                 | «خزیدت»                                            |                                                                                | نظریه دورگه (۲۰۰۰)                                 | ۳:۲۹                                               |
| ۲.                                                 | «ضعیف»                                             |                                                                                | متئورا (۲۰۰۳)                                      | ۲:۴۲                                               |
| ۳.                                                 | «کرخت/دوباره بنواز» (همراه جی-زی)                  | چستر بنینگتون راب بوردون برد دلسون دیو فارل جو هان مایک شینودا جی-زی کانیه وست | مسیر برخورد (۲۰۰۴)                                 | ۳:۲۵                                               |
| ۴.                                                 | «تکه‌کاغذ»                                          |                                                                                | نظریه دورگه                                        | ۳:۰۵                                               |
| ۵.                                                 | «شکستن عادت»                                       |                                                                                | متئورا                                             | ۳:۱۶                                               |
| ۶.                                                 | «در پایان»                                         |                                                                                | نظریه دورگه                                        | ۳:۳۶                                               |
| ۷.                                                 | «بده اونو بیرون»                                   |                                                                                | دقایقی تا نیمه‌شب (۲۰۰۷)                            | ۲:۴۴                                               |
| ۸.                                                 | «جایی که به آن تعلق دارم»                          |                                                                                | متئورا                                             | ۳:۳۴                                               |
| ۹.                                                 | «انتظار کشیدن برای پایان»                          |                                                                                | یک‌هزار خورشید (۲۰۱۰)                               | ۳:۵۱                                               |
| ۱۰.                                                | «دژ شیشه‌ای»                                        |                                                                                | چیزهای زنده (۲۰۱۲)                                 | ۳:۲۵                                               |
| ۱۱.                                                | «یک نور دیگر»                                      | شینودا فرانسیس آنتونی وایت                                                     | یک نور دیگر (۲۰۱۷)                                 | ۴:۱۵                                               |
| ۱۲.                                                | «همه‌اش را بسوزان»                                  |                                                                                | چیزهای زنده                                        | ۳:۵۰                                               |
| ۱۳.                                                | «آنچه من انجام داده‌ام»                             |                                                                                | دقایقی تا نیمه‌شب                                   | ۳:۲۵                                               |
| ۱۴.                                                | «کوئرتی»                                           |                                                                                | ال‌پی زیرزمین ۶٫۰ (۲۰۰۶)                            | ۳:۲۲                                               |
| ۱۵.                                                | «یک قدم نزدیکتر»                                   |                                                                                | نظریه دورگه                                        | ۲:۳۷                                               |
| ۱۶.                                                | «جدایی نو»                                         |                                                                                | تبدیل‌شوندگان: انتقام شکست‌خوردگان (آلبوم) (۲۰۰۹)    | ۴:۲۹                                               |
| ۱۷.                                                | «از هرچه مانده بگذر»                               |                                                                                | دقایقی تا نیمه‌شب                                   | ۳:۲۹                                               |
| ۱۸.                                                | «گمشده»                                            |                                                                                | متئورا۲۰ (۲۰۲۳)                                    | ۳:۱۹                                               |
| ۱۹.                                                | «کرخت»                                             |                                                                                | متئورا                                             | ۳:۰۷                                               |
| ۲۰.                                                | «آتش خودی»                                         | دلسون شینودا جان گرین                                                          | Previously unreleased                              | ۲:۵۶                                               |
| مجموع مدت:                                         | مجموع مدت:                                         | مجموع مدت:                                                                     | مجموع مدت:                                         | ۶۷:۵۷                                              |